# Hoods Entertainment
Hoods Entertainment inc. (フッズエンタテインメント株式会社, Fuzzu Entateinmento Kabushiki-gaisha) est un studio d'animation japonaise fondé en février 2009.

## Histoire
Hoods Entertainment a été fondée en février 2009 par Satoshi Nagai, qui a travaillé auparavant comme producteur pour le studio d'animation Gonzo. Les deux studios ont ainsi cohabité temporairement dans le même bâtiment à Nerima,, avant que le siège social ne soit déplacé à Suginami.

## Productions

### Séries télévisées
| Année | Titre                          | Dates de 1re diffusion | Dates de 1re diffusion | Nb. éps. | Notes                                                                               |
| Année | Titre                          | Début                  | Fin                    | Nb. éps. | Notes                                                                               |
| ----- | ------------------------------ | ---------------------- | ---------------------- | -------- | ----------------------------------------------------------------------------------- |
| 2010  | The Qwaser of Stigmata         | 9 janvier 2010         | 19 juin 2010           | 24       | Basée sur le manga de Hiroyuki Yoshino et de Kenetsu Satō.                          |
| 2011  | The Qwaser of Stigmata II      | 11 avril 2011          | 27 juin 2011           | 12       | Basée sur le manga de Hiroyuki Yoshino et de Kenetsu Satō.                          |
| 2011  | Manyū Hiken-chō                | 10 juillet 2011        | 25 septembre 2011      | 12       | Basée sur le manga de Hideki Yamada.                                                |
| 2012  | Nazo no kanojo X (en)          | 7 avril 2012           | 30 juin 2012           | 13       | Basée sur le manga de Riichi Ueshiba.                                               |
| 2013  | Fantasista Doll (ja)           | 7 juillet 2013         | 29 septembre 2013      | 12       | Série originale dans le cadre d'un projet connexe.                                  |
| 2013  | BlazBlue: Alter Memory (en)    | 8 octobre 2013         | 24 décembre 2013       | 12       | Basée sur les jeux vidéo Calamity Trigger et Continuum Shift de la franchise.       |
| 2014  | Kanojo ga Flag wo Oraretara    | 7 avril 2014           | 30 juin 2014           | 13       | Basée sur le light novel de Tōka Takei et de Cuteg.                                 |
| 2014  | Daitoshokan no hitsujikai (en) | 9 octobre 2014         | 25 décembre 2014       | 12       | Basée sur le visual novel pour adulte éponyme.                                      |
| 2016  | Drifters                       | 7 octobre 2016         | 23 décembre 2016       | 12       | Basée sur le manga de Kōta Hirano ; réalisée en tant que « Hoods Drifters Studio ». |
| 2018  | Märchen Mädchen (en)           | 11 janvier 2018        | 29 mars 2018           | 12       | Basée sur le light novel de Tomohiro Matsu, de StoryWorks et de Kantoku.            |
| 2018  | 3D Kanojo: Real Girl (en)      | 4 avril 2018           | 27 mars 2019           | 24       | Basée sur le manga de Mao Nanami.                                                   |
| 2019  | Val × Love                     | 5 octobre 2019         | 21 décembre 2019       | 12       | Basée sur le manga de Ryōsuke Asakura.                                              |
| 2021  | Gekidol (ja)                   | 5 janvier 2021         | en cours               | 12       | Un projet mêlant théâtre, anime et idols                                            |

### OAV/OAD
| Année                     | Titre                                                                            | Notes |
| ------------------------- | -------------------------------------------------------------------------------- | --- |
| 2009                      | Aki Sora (en)                                                                    | OAV basé sur le manga de Masahiro Itosugi |
| 2010                      | Aki Sora: Yume no naka (en)                                                      | OAV basé sur le manga de Masahiro Itosugi |
| 2010                      | The Qwaser of Stigmata: Jotei no shōzō                                           | Basé sur le chapitre éponyme du manga de Hiroyuki Yoshino et de Kenetsu Satō                                                                  |
| 2010                      | Princess Lover!                                                                  | Histoire originale avec diverses scènes pornographiques basé sur le visual novel pour adulte éponyme ; réalisé en tant que « Public Enemies » |
| 2012                      | Hori-san to Miyamura-kun: Shingakki                                              | Basé sur le manga de HERO |
| 2012                      | Nazo no kanojo X: Nazo no natsu matsuri (en)                                     | Épisode original basé sur le manga de Riichi Ueshiba                                                                                          |
| 2013                      | Kagaku na Yatsura (ja)                                                           | Basé sur le manga de Hideaki Yoshikawa |
| 2013                      | Vanquished Queens                                                                | Épisodes originaux basés sur le visual book éponyme de Queen's Blade                                                                          |
| 2013                      | Rescue Me! (ja)                                                                  | Basé sur le manga de Yoshiharu Makita |
| 2013                      | Ark IX (ja)                                                                      | Basé sur le light novel de Kentaro Yasui et de Kōji Ogata                                                                                     |
| 2015                      | Senran Kagura: Estival Versus - Shōjo-tachi no sentaku                           | Basé sur le jeu vidéo éponyme |
| 2015                      | Hantsu x Trash (ja)                                                              | Basé sur le manga de Hiyoko Kobayashi |
| 2016                      | Hantsu x Trash (ja)                                                              | Basé sur le manga de Hiyoko Kobayashi |
| Drifters: Special Edition | Basé sur le manga de Kōta Hirano ; réalisé en tant que « Hoods Drifters Studio » | |
| 2017                      | Drifters Specials                                                                | Ces doubles épisodes sont les deux premiers de la seconde saison annoncée de la série, notés comme étant les épisodes 13 et 14                |
| 2019                      | Märchen Mädchen Specials (ja)                                                    | Les épisodes 11 et 12 non-diffusés de la série télévisée d'animation                                                                          |
| 2021                      | Alice in Deadly School (ja)                                                      | Lié au projet Gekidol |